# Průmyslová zóna Misgav

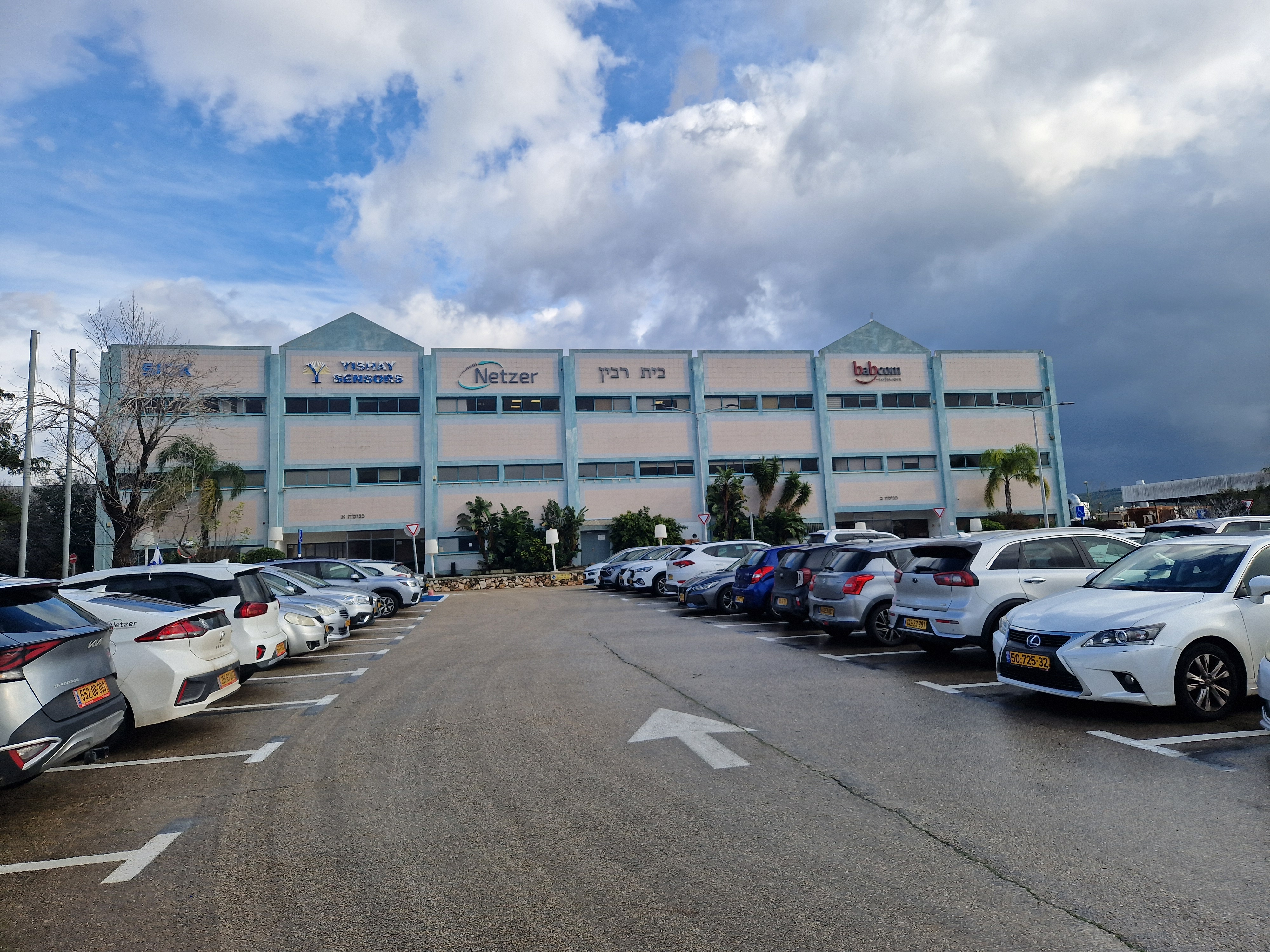
stránky Průmyslová zóna Misgav

Průmyslová zóna Misgav (hebrejsky אזור תעשייה משגב‎, ezor ta'asija Misgav, též פארק תעשיות משגב‎, park ta'asijot Misgav, doslova průmyslový park Misgav nebo průmyslová zóna Teradjon, אזור תעשייה תרדיון‎, ezor ta'asija Teradjon) je průmyslová zóna v severním Izraeli, v Dolní Galileji.
Rozkládá se na západním okraji města Sachnín, na plošině na vrcholu pahorku Giv'at Sachnit, který tvoří západní hranici údolí Bik'at Sachnin. Podél její jižní strany prochází lokální silnice 805, která se tu kříží s lokální silnicí 784. Severně od zóny se rozkládá vesnice Juvalim, na jihozápadní straně je to vesnice Rakefet.
Na jejím vzniku se podílela oblastní rada Misgav. Rozloha zóny činí 885 dunamů (85 ha). Existuje tu okolo 2600 pracovních míst.